# 哈特曼斯多夫-赖谢瑙
哈特曼斯多夫-赖谢瑙（德語：Hartmannsdorf-Reichenau）是德国萨克森州的一个市镇，隶属于萨克森施韦茨-东厄尔士山县。总面积为28.37平方千米，截至2020年总人口为1011人。